# El Huarache (Durango)
El Huarache es una localidad del estado mexicano de Durango. Es parte del municipio de Lerdo.

## Demografía
| Gráfica de evolución demográfica |
|                                  |

| Censo | Población |
| ----- | --------- |
| 1960  | 48        |
| 1970  | 547       |
| 1980  | 895       |
| 1990  | 1 315     |
| 2000  | 2 606     |
| 2010  | 2 709     |
| 2020  | 2 898     |